# Tưởng Vĩ Liệt
Tưởng Vĩ Liệt (tiếng Trung: 蒋伟烈; sinh năm 1955) là Phó Đô đốc Hải quân Quân Giải phóng Nhân dân Trung Quốc (PLAN). Ông từng giữ chức vụ Ủy viên dự khuyết Ban Chấp hành Trung ương Đảng Cộng sản Trung Quốc khóa XVIII, Phó Tư lệnh Hải quân Quân Giải phóng Nhân dân Trung Quốc và Tư lệnh Hạm đội Nam Hải phụ trách địa bàn Biển Đông.

## Tiểu sử
Tưởng Vĩ Liệt sinh tháng 11 năm 1955 tại Vũ Tiến, tỉnh Giang Tô. Năm 1975, ông tham gia Quân Giải phóng Nhân dân Trung Quốc. Ông từng đảm nhiệm chức vụ Hạm trưởng tàu khu trục Tuân Nghĩa (遵义) Chi đội 6 tàu khu trục thuộc Hạm đội Đông Hải và Phó Tham mưu trưởng Chi đội 6 tàu khu trục Hải quân.
Tháng 1 năm 2003, ông được bổ nhiệm làm Phó Tư lệnh Căn cứ Bảo đảm Thượng Hải thuộc Hạm đội Đông Hải. Tháng 1 năm 2004, ông được bổ nhiệm giữ chức Phó Viện trưởng Học viện Chỉ huy Hải quân. Tháng 6 năm 2004, ông được chuyển làm Phó Tư lệnh Căn cứ Bảo đảm Chu Sơn Hải quân thuộc Hạm đội Đông Hải. Tháng 12 năm 2004, ông chuyển sang làm Chi đội trưởng Chi đội 2 Tàu Chi viện Tác chiến. Tháng 8 năm 2007, Tưởng Vĩ Liệt được bổ nhiệm giữ chức Tư lệnh Căn cứ Bảo đảm Lữ Thuận Hải quân thuộc Hạm đội Bắc Hải. Tháng 7 năm 2008, ông được phong quân hàm Chuẩn đô đốc. Tháng 8 năm 2008, ông được bổ nhiệm giữ chức Tham mưu trưởng Hạm đội Đông Hải. Tháng 2 năm 2010, ông được bổ nhiệm làm Ủy viên Ban Thường vụ Đảng ủy Hải quân, Cục trưởng Cục Trang bị Hải quân Quân Giải phóng Nhân dân Trung Quốc.
Tháng 11 năm 2010, ông được luân chuyển giữ chức Tư lệnh Hạm đội Nam Hải kiêm Phó Tư lệnh Quân khu Quảng Châu thay cho ông Tô Chi Tiền. Tháng 7 năm 2012, ông được thăng quân hàm Phó Đô đốc. Ngày 14 tháng 11 năm 2012, tại Đại hội Đảng Cộng sản Trung Quốc lần thứ 18, ông được bầu làm Ủy viên dự khuyết Ban Chấp hành Trung ương Đảng Cộng sản Trung Quốc khóa XVIII.
Tháng 12 năm 2014, Tưởng Vĩ Liệt được bổ nhiệm làm Phó Tư lệnh Hải quân Quân Giải phóng Nhân dân Trung Quốc (PLAN) thay cho Phó Đô đốc Từ Hồng Mãnh nghỉ hưu. Tháng 4 năm 2017, ông được miễn nhiệm chức vụ Phó Tư lệnh Hải quân Quân Giải phóng Nhân dân Trung Quốc.